# DJ Luna
DJ Luna, de son vrai nom Richard de Mildt (né le 26 août 1977 à La Haye), est un producteur et disc jockey néerlandais de hardstyle. Luna a participé à tous les grands événements nationaux et internationaux, comme Innercity, Qlimax, Shockers, Hardbass et Qrime Time.

## Biographie
Richard de Mildt est né à La Haye. À l'âge de trois ans, il déménage à Sassenheim, en Hollande-Méridionale, où il vit jusqu'à l'âge de vingt-et-un ans. Il retourne ensuite à La Haye. Peu avant le début du deuxième millénaire, il entre en contact avec le label Q-dance. Ce label lui permet de se produire lors d'événements tels que Qlimax, Defqon.1 et Mystery Land. Après avoir gagné en notoriété en tant que DJ et producteur, Luna passe plus de temps en studio. Il collabore avec Deepack, Dutch Master, Crypsis, Blutonium Boy et The Prophet. 
La plupart du temps, il travaille toutefois sur des projets solo ou avec ses partenaires Trilok and Chiren. Ce trio est connu sous le pseudonyme de DHHD. Luna ou DHHD publient leur musique sur le label StraightOn Recordings, qu'il fonde avec DJ Pila et The Scientist en 2003. La même année, DHHD produit le morceau 30 Minutes comme hymne pour le festival Defqon.1. Trois ans plus tard, en 2006, Luna cesse de travailler avec le label StraightOn Recordings. Avec Deepack, Luna produit en 2008 l'hymne Biological Insanity pour Defqon.1. Il a également fondé le label Minus is More la même année. Certains de ses morceaux ont également été publiés sur le label ID&T Records. 
En 2016, il sort le morceau Fuck the Nation avec E-Force.

## Discographie

### Compilations
- 2010 : Hardstyle Mix Masterz #2

### Singles
- 2002 : We Control the Sound (avec Trilok and Chiren)
- 2004 : In Control (Shockers audio project)
- 2004 : Kick this Mutha (avec Deepack)
- 2004 : Mindscape (59e des charts néerlandais[5])
- 2005 : Now’s the Time (The Official „One Man Show“ Anthem)
- 2006 : Tales from Da Hood (avec Trilok & Chiren)
- 2006 : Bring that Shit Back
- 2006 : Street Knowledge (avec Trilok & Chiren)
- 2006 : Excistence (avec Thilo)
- 2007 : Black out / Fear (avec Blutonium Boy)
- 2007 : Return to Zero (avec Kold Konexion)
- 2008 : Biological Insanity (Defqon.1 Anthem 2008) (avec Deepack)
- 2008 : Unlocked - Who We Are - Choices
- 2008 : The Scene / Copies are Faking (avec Dutch Master)
- 2009 : Torture (avec Crypsis)
- 2010 : Party Animal / I Wanna C Ya / Body Music (avec Deepack)
- 2011 : No Turning Back (avec Alphaverb)
- 2011 : 5th Element (mit E-Force)
- 2011 : Blacklight (mit E-Force)
- 2016 : Fuck the Nation (avec E-Force)